# Cardiomiopatia dilatativa postischemica
La cardiomiopatia dilatativa postischemica è una malattia caratterizzata da sintomi e segni di disfunzione ventricolare sinistra. Rappresenta la forma più frequente di cardiomiopatia nell'Occidente.

## Caratteristiche
L'ischemia miocardica che porta alla cardiomiopatia dilatativa postischemica può essere causata da un unico significativo infarto o da piccoli infarti multipli.
Alla base della progressiva perdita di cellule miocardiche ci sono:
- un danno ischemico cronico, con variabili fenomeni di necrosi focale
- un danno infiammatorio
- apoptosi

## Segni e sintomi
I sintomi e segni sono tipici di una disfunzione sistolica ventricolare sinistra:
- dispnea da sforzo;
- dispnea parossistica notturna;
- astenia;
- edemi declivi;
- I tono ridotto e presenza di un III tono;
- soffio sistolico da rigurgito mitrialico;
- piccoli rantoli basali, all'auscultazione del torace.

## Dignostica
- Ecocardio: per documentare riduzione della contrattilità miocardica globale;
- Scintigrafia
- Eco-stress con dubutamina
- Risonanza magnetica cardiaca
- PET: per vedere il tessuto ancora attivo.

## Prognosi
La prognosi è più grave rispetto a quella di pazienti con cardiomiopatia ischemica cronica e funzione ventricolare normale o quasi. Ciò è dovuto a:
- frequenza comparsa di aritmie ventricolari;
- compromissione della funzione ventricolare per evento ischemico acuto;
- complicanze tromboemboliche.

## Terapia
Analoga ad altre forme di scompenso caridaco, quindi:
- β-bloccanti;
- ACE inibitori;
- diuretici.

In caso di necessità si usa anche un antiaritmico, come l'amiodarone. Inoltre può essere valutato l'impianto del defibrillatore automatico e del pacemaker biventricolare.